# David Birati
David Birati, né en 1990, est un athlète kiribatien pratiquant le saut en hauteur.

## Carrière
Il remporte la médaille d'or du concours de saut en hauteur aux Championnats d'Océanie d'athlétisme 2008 à Saipan puis la médaille d'argent aux Championnats d'Océanie d'athlétisme 2010 à Cairns.